# Annone di Brianza
Annone di Brianza (lombardul: Anón, Anun vagy Nun) település Olaszországban, Lombardia régióban, Lecco megyében. Lakosainak száma 2281 fő (2023. január 1.). Annone di Brianza Bosisio Parini, Civate, Galbiate, Molteno, Suello, Cesana Brianza és Oggiono községekkel határos.

## Népesség
A település népességének változása:
| Lakosok száma | 2316 | 2330 | 2281 |
|               | 2017 | 2018 | 2023 |